# Valeri Lițkai
Valeri Anatolievici Lițkai, ortografiat și Valeri Litskai (în rusă Валерий Анатольевич Лицкай; n. 13 februarie 1949, Kalinin, RSFS Rusă, URSS) este un om politic rus din Transnistria, care a îndeplinit funcția de ministru de externe al auto-proclamatei Republici Moldovenești Nistrene (1991-2008).

## Biografie
Valeri Lițkai s-a născut la data de 13 februarie 1949 în orașul Tver (Rusia), în familia unui muncitor de naționalitate rusă. În anul 1966, după absolvirea școlii secundare în orașul Tiraspol, a fost angajat ca muncitor. Apoi, între anii 1969-1971 și-a satisfăcut stagiul militar obligatoriu în Armata Sovietică. În perioada 1971-1974 a lucrat în orașul Tiraspol.
În anul 1974, Lițkai a fost admis ca student la Universitatea Patrice Lumumba din Moscova, ale cărei cursuri le-a absolvit în anul 1980 cu specializarea de istoric, specialist în afaceri internaționale și translator. Între anii 1980-1982 a lucrat în Cuba. Din anul 1982, lucrează ca lector la Catedra de Științe Sociale a Universității de Stat din Chișinău.
În anul 1990, în condițiile social-politice ale destrămării URSS și ale mișcării de eliberare națională din RSS Moldova, Valeri Lițkai se mută la Tiraspol. În același an este numit consilier pe probleme politice ale președintelui Guvernului auto-proclamatei Republici Sovietice Socialiste Moldovenești Transnistrene, Igor Smirnov, precum și secretar de presă și șef al Serviciului de Presă al acestei republici separatiste.

## Ministru de externe al Transnistriei
În anul 1991 este numit în funcția de secretar de stat și șef al Departamentului republican de Afaceri Externe al autoproclamatei Republici Moldovenești Transnistrene. Din anul 1994 el conduce Comisia de Coordonare a Procesului de Negociere dintre Republica Moldova și Transnistria, în cadrul căreia experții transnistreni caută soluții pentru reglementarea relațiilor dintre Republica Moldova și unitatea teritorială-autonomă Tranistria (auto-proclamata Republică Moldovenească Transnistreană).
În anul 2000, prin reorganizarea Guvernului Transnistriei, Valeri Lițkai a fost numit în funcția de ministru al afacerilor externe ale autoproclamatei Republici Moldovenești Transnistrene, fiind confirmat în această funcție în ianuarie 2007. El este unul dintre organizatorii „Inițiativei de la Haga pentru Soluționarea Conflictelor din țările Comunității Statelor Independente”, având reputația de expert politic și expert în soluționarea conflictelor.
În anul 2004, Uniunea Europeană l-a inclus pe o listă a transnistrenilor cărora li s-a interzis călătoria în spațiul UE, fiind considerat răspunzător de împiedicarea progresului în vederea unei soluționări politice a conflictului transnistrean din Republica Moldova. Pe baza reexaminării Poziției comune 2004/179/PESC, la data de 25 februarie 2008, Consiliul Uniunii Europene a considerat că este oportun ca numele său să rămână în continuare pe lista persoanelor indezirabile în țările UE.
Valeri Lițkai s-a pronunțat în numeroase rânduri pentru organizarea unui referendum prin care să se pună în discuție posibila alipire a regiunii la Federația Rusă. „Referendumul ne va da posibilitatea să negociem de pe alte poziții. Însă chiar și după aceste rezultate nu înseamnă că ne vom alipi la Rusia într-o zi sau într-un an“, a declarat el în anul 2006.
Deputații Sovietului Suprem al republicii separatiste l-au chemat pe Lițkai pentru a da explicații în legătură cu lipsa de succes în obținerea recunoașterii internaționale a statului transnistrean. S-a speculat că prooccidentalul Lițkai va fi în curând înlocuit cu prim-adjunctul său, prorusul Vladimir Iastrebceak, în vârstă de numai 28 de ani, deoarece chiar președintele Igor Smirnov s-a declarat nemulțumit de ineficiența activității sale. La data de 2 aprilie 2008, Lițkai s-a prezentat în fața Parlamentului pentru a se apăra de criticile legate de incompetență și corupție. Lițkai i-a convins pe deputați să-l păstreze în funcție, dar aceștia i-au oferit un termen de trei luni pentru a vedea progrese în activitatea ministerului afacerilor externe. La data de 1 iulie 2008, președintele Smirnov a semnat un decret de demitere a lui Lițkai, după ce acesta deținuse timp de 17 ani conducerea afacerilor externe ale acestui stat nerecunoscut de către nici un alt stat. El a fost înlocuit de Iastrebceak, după cum prevăzuse anterior presa. Această măsură a fost luată în ciuda unui succes aparent în negocierile cu conducerea Republicii Moldova, desfășurate la începutul anului și organizate de către Lițkai.
Presa rusă a speculat că motivul demiterii lui Lițkai ar fi faptul că „în rezultatul activității lui, în ultimul timp s-au înrăutățit definitiv relațiile Transnistriei cu Rusia”. Lițkai a fost criticat și de Grigore Mărăcuță, care i-a imputat eșecul Transnistriei în cadrul audierilor din Duma de Stat la 13 martie 2008. Tot el a declarat că Lițkai nu mai era primit nicăieri în ultimul timp, acest fapt având un impact negativ asupra imaginii Transnistriei.
Valeri Lițkai a fost decorat cu Ordinul Republicii - cea mai importantă decorație a auto-proclamatei Republici Moldovenești Transnistrene, Ordinul „Pentru curaj personal”, Ordinul „Gloria Muncii”, Medalia „Pentru serviciu ireproșabil” clasa a III-a, Medalia „A 10-a aniversare a RMN”, Diploma președintelui Transnistriei și altele. El vorbește la perfecție, în afară de limba rusă, limbile engleză și spaniolă. Este căsătorit și are doi fii și o fiică.